# Бадер Ахмед Салех
Бадер Ахмед Салех — еміратський футболіст, який грав на позиції захисника в клубі «Емірейтс» і національній збірній ОАЕ на двох Кубках Азії.

## Футбольна кар'єра
Бадер Ахмед Салех усю кар'єру футболіста провів у клубі «Емірейтс». З 1980 року футболіст грав у складі національної збірної ОАЕ. У 1980 році він перебував у складі збірної на Кубку Азії 1980 року, проте на цьому турнірі на поле не виходив. У 1984 році Салех грав у складі збірної на Кубку Азії 1984 року, цього разу футболіст зіграв на турнірі усі 4 матчі групового етапу, після якого еміратська збірна припинила виступи. У складі збірної грав до 1985 року, загалом зіграв у її складі 10 матчів, у яких забитими м'ячаи не відзначився.